# BBC Scotland
Би-Би-Си Шкотска (BBC Scotland, шкот. BBC Alba) је огранак Британске радио-телевизије, јавно финансиран емитер Уједињеног Краљевства, који је одговоран за емитовање у Шкотској. Би-Би-Си Шкотска запошљава отприлике 1.250 особља за производњу 15.000 сати програма за телевизију и за Шкотску и за остатак УК.
У конкуренцији је са Ај-Ти-Ви-јевим мрежама Ес-Ти-Ви, који покривају централну и северну Шкотску и са Ај-Ти-Ви-јевим Бордером, који покрива јужну Шкотску, за регионални програм и услуге.

## Услуге

### Телевизија
Би-Би-Си Шкотска емитује три огранка сервиса за шкотску аудијенцију. Би-Би-Си Један Шкотска и Би-Би-Си Два Шкотска су одвојени канали који могу да се искључе из мрежног система Би-Би-Си-ја Један и Два да емитују њихов сопствени распоред регионалног пограма, уз мрежне продукције.
Уз ова два канала, Би-Би-Си Шкотска такође управља дигиталним каналом Би-Би-Си Алба, који емитује програм на келтском до седам сати дневно. Канал је у удруженом партнерству са Би-Би-Си-јем Шкотске и Ем-Џи Албом и доступан је у УК путем сателитских услуга.

### Радио
Би-Би-Си Шкотска такође управља са две радио станице које покривају Шкотску: Би-Би-Си Радио Шкотска и Би-Би-Си Радио . Раније се емитовао енглески програм 24 сата дневно на фреквенцијама 92-95 ФМ и 810 .
Уз ово, неки британски радио програми су замењени локалним варијантама. Најзначајнији пример је онемогућивање Би-Би-Си Радија 1, у коме шкотски програм користећи Би-Би-Си  бренд замењује широки британски програм — циљ оба програма је да нађу нови таленат, да локално приказују одлике шкотског талента.

### Онлајн и интерактивно
Би-Би-Си Шкотске управља са мини сајтом на Би-Би-Си онлајн који се састоји од портала шкотских вести, спорта, програма и ставкама од културног интереса преко Би-Би-Си онлајн. Одељење такође обезбеђује садржај из Шкотске на ове теме вебсајту и за Би-Би-Си Црвено дугме, интерактивни ТВ сервис.
Би-Би-Си Шкотска је претходно нудио преузимање ставки најновијих вести недеље и онлајн приказивање неколико главних делова преноса.

## Историја
Први радио сервис у Шкотској је почео са емитовањем од Британске радио-телевизије 6. марта 1923. Под именом 5 Ес-Си и са седиштем у Глазгову, сервис се постепено проширио да би укључио нове станице 2 Би-Ди, 2 Ди-И и 2 И-Ејч, са седиштем у Абердину, у Дандију и Единбургу одвојено.